# Oxira freemani
Oxira freemani là một loài bướm đêm trong họ Noctuidae.